# Norah Lange
Norah Lange (Buenos Aires, 23 de outubro de 1905 – Buenos Aires, 4 de agosto de 1972) foi escritora e poeta argentina.

## Biografia
Norah Lange nasceu em Buenos Aires em 23 de outubro de 1905, filha do engenheiro e geógrafo norueguês Gunnar Anfin Lange e da irlandesa-norueguesa Berta Juana Erfjord. Norah passou a infância em Mendoza e completou seus primeiros estudos em inglês, geografia, história e religião com Miss Whiteside, uma governanta inglesa. A sua educação, que começou de forma privada, continuou numa escola local, onde aprendeu a dominar seis idiomas. Em 1934, Norah fica noiva de Oliverio Girondo, com quem em 1937 vai a morar em uma casa na rua Suipacha, onde passaria grande parte do resto de sua vida. Girondo, quinze anos mais velho que ela, pertencia a uma família rica que lhe permitiu, desde muito jovem, estudar na Europa e viajar para diferentes partes do mundo. Foi um dos fundadores da revista Martín Fierro e da editora Sudamericana, formou-se em Direito em Buenos Aires. Em 1961 o marido de Norah sofre um acidente cujas consequências sofreria até o fim de seus dias. Em 24 de janeiro de 1967, Oliverio faleceu em Buenos Aires e foi sepultado no Cemitério da Recoleta. Em 1970, Norah saiu da casa na rua Suipacha e doou cerca de 500 livros que pertenciam à biblioteca de seu marido ao Museu Isaac Fernández Blanco de Arte Hispano-Americana. Norah Lange faleceu em 4 de agosto de 1972, cinco anos após a morte de seu marido, e foi sepultada com ele no Cemitério da Recoleta.

## Obra
Norah Lange participou ativamente da vanguarda literária argentina entre as décadas de 1920 e 1930, ligada primeiro ao Grupo Florida, com escritores e poetas como Oliverio Girondo, com quem se casou em 1943, Leopoldo Marechal e Jorge Luis Borges. Na década de 1920 estreou nas revistas ultraístas Prisma, Proa e Martín Fierro (1924-1927) e publicou três livros de poemas, seguidos nas décadas seguintes por vários romances e uma coletânea de discursos. Nesse mesmo período, Lange ganhou o título de "musa dos ultraístas". Edwin Williamson, em sua biografia sobre Jorge Luis Borges, afirma que Norah Lange, por quem o escritor teria se apaixonado, desempenhou um papel central como sua musa. No entanto, Norah se interessou pelo poeta Oliverio Girondo, a quem ele mesmo apresentou a ela em 1926. Segundo o biógrafo, isso representou para Borges um dos acontecimentos mais traumáticos de sua vida. Norah também inspirou o poeta e escritor argentino Leopoldo Marechal, que a imortalizou em Adán Buenosayres no personagem Solveig Amundsen. Em entrevista de 1965, Norah admitiu a importância que sua relação com Borges e seu futuro marido Oliverio Girondo representava para sua obra: "Devo a duas pessoas o que há de valor em minhas obras: a Jorge Luis Borges, os anos de minha iniciação na literatura; a Oliverio, para o resto da minha vida. Se eu não os tivesse conhecido, tenho certeza de que meus trabalhos seriam muito diferentes do que são".
Entre 1925 e 1930 a escritora compôs três livros de poesia. O primeiro, La calle de la tarde (1925), escrito aos vinte anos sob o nome de Nora Lange (sem o "h" final), foi publicado com prólogo de Jorge Luis Borges, posteriormente republicado como ensaio no primeiro livro de prosa do escritor argentino, Inquisiciones (1925), e a capa ilustrada por sua irmã, Norah Borges. Sua tia, Maria Estela Erfjord, era esposa de Francisco Eduardo Borges, tio paterno do escritor e filósofo Jorge Luis Borges. Esse vínculo familiar aproximou os dois escritores do meio literário argentino. Norah Lange publica as coletâneas de poesia Los días y las noches em 1926 e El rumbo de la rosa em 1930. Em outubro de 1927, a autora publica seu primeiro romance, Voz de la vida (1927), em formato epistolar, inspirado em seu relacionamento com Oliveiro Girondo. Na época a obra teve uma boa recepção no círculo de intelectuais martinfierristas, mas foi alvo de uma crítica muito negativa por parte do jornalista e escritor socialista argentino Ramón Doll que criticou a obra nas páginas da revista cultural Nosotros usando argumentos estéticos e morais.
No final do ano de 1927, Norah viajou para Oslo, Noruega, para visitar sua irmã Ruth, que havia se tornado mãe. Na viagem, ela era a única mulher num navio mercante, meio de transporte escolhido por razões econômicas e por recomendação do seu cunhado norueguês, que a confiou à guarda do capitão do navio. A viagem a Oslo serviu de inspiração para o segundo livro em prosa da escritora, 45 días y 30 marineros, publicado alguns anos depois. O romance era visto como um romance picaresco feminino, uma espécie de elaboração da experiência ultraísta, uma alegoria do lugar ocupado pela escritora dentro do grupo martinfierrista. A foto de grupo tirada na festa organizada por Norah por ocasião da publicação de 45 días y 30 marineros fortaleceria esta leitura: Federico García Lorca e Pablo Neruda, em visita a Buenos Aires naquele período, Amado Villar, Jorge Larco e outros amigos do circuito vanguardista, posaram vestidos de marinheiros, enquanto Norah, no centro da foto, usava fantasia de sereia.
Em 1937, Norah publicou Cadernos de infância, que marcou uma virada em sua carreira. Em Cadernos de infância, a autora deu lugar a uma voz mais intimista e reflexiva com grande atenção aos detalhes. A estrutura do texto é descontínua, digressiva e fragmentada, as indicações temporais são muito vagas, quase inexistentes, e as memórias são recompostas arbitrariamente. Para alcançar o rigor da palavra certa, Norah dedicou a este livro oito horas por dia, sob a supervisão do marido Oliverio Girondo. Embora tenha definido as suas duas primeiras obras em prosa como "exercícios de treino", a autora declarou numa entrevista que Cadernos de infância foi o livro que mais lhe custou escrever.
Nas décadas de trinta e quarenta, Norah Lange também desempenhou um papel central como organizadora dos encontros e celebrações dos membros da revista Martín Fierro. Norah preparou cuidadosamente discursos dedicados a figuras ilustres, declamados diante do público de participantes. Reunidos em 1942 no volume Discursos e posteriormente ampliado em 1968 na obra intitulada Estimados congéneres, seus dircursos revelam um estilo e um carácter completamente distintos das restantes produções em prosa.
Em outubro de 1944 foi publicado Antes que mueran, uma espécie de diário íntimo em que foram retomados alguns episódios da infância e da puberdade da escritora narrados em Cadernos de infância, estendendo-se até a idade adulta. A investigação do mundo psíquico da protagonista é desprovida de qualquer dimensão espacial e temporal e carece de enredo definido: a autora não está interessada em contar uma história, mas sim experiências individuais de seu mundo interior.
Na década de 1950, Norah Lange publicou dois romances, Personas en la sala (1950) e Los dos retratos (1956), que apresentam famílias compostas predominantemente por mulheres. Os narradores são adolescentes comprometidos em compreender o passado e o presente através do ato de observação.

## Lista de obras

### Coletânea de poesia
- La calle de la tarde (1925)
- Los días y las noches (1926)
- El rumo de la rosa (1930)

### Romances
- Voz de la vida (1927)
- 45 días y 30 marineros (1933)
- Cuadernos de Infancia (1937)
- Antes de que mueran (1944)
- Personas en la sala (1950)
- Los dos retratos (1956)
- El cuarto de vidrio (2006)

### Discursos
- Discursos (1942)
- Estimados congéneres (1968)

### Obras traduzidas para o português
- Cadernos de infância. [S.l.]: Record. 2009. ISBN 978-8501081315

## Prêmios e reconhecimentos
- Grande Prêmio de Honra (Gran Premio de Honor), Sociedad Argentina de Escritores (SADE), 1959[38]
- Primeiro Prêmio Municipal (Primer Premio Municipal) para Cuadernos de infancia, 1937[39]
- Terceiro Prêmio Nacional de Literatura (Tercer Premio Nacional) para Cadernos de infância, 1939[39]

### Textos citados
- Adriana Astutti; Nora Domínguez, eds. (2010). Promesas de tinta: Diez ensayos sobre Norah Lange (em espanhol). Rosario: Beatriz Viterbo Editora
- María Cecilia Ferreira Prado (2018). «El retrato y sus galerías interiores: lo fantástico-extraño en Personas en la sala, de Norah Lange». Monteagudo (em espanhol) (23): 187-207
- Carola Hermida (1997). «Cuadernos de Infancia de Norah Lange: convertir la propia historia en literatura». CELEHIS: Revista del Centro de Letras Hispanoamericanas (em espanhol) (9): 117-132. Consultado em 5 de dezembro de 2021
- María Elena Legaz (1999). Escritoras en la sala: Norah Lange imagen y memoria (em espanhol). Córdoba: Alción Editora
- María Elena Legaz (2015). «Norah Lange y 45 días y 30 marineros: en camino de encontrar su voz». In:  Norah Lange. 45 días y 30 marineros (em espanhol). Buenos Aires: InterZona editora. pp. 11–25
- Marta López-Luaces (2001). «Norah Lange: la fundación de un espacio». Ese extraño territorio: la representación de la infancia en tres escritoras latinoamericanas (em espanhol). [S.l.]: Editorial Cuarto Propio. pp. 31–64
- Marisa Martínez Pérsico (2013). Tretas del hábil. Género, humor e imagen en las páginas ultraístas y post-ultraístas de Norah Lange (em espanhol). Murcia: Editum
- María Esther de Miguel (1991). Norah Lange: Una biografía (em espanhol). Buenos Aires: Planeta
- María Gabriela Mizraje (1999). «Norah Lange. Fuego de sirena». Argentinas de Rosas a Perón (em espanhol). [S.l.]: Biblos. pp. 189–229
- Silvia Molloy (1991). «A Game of Cutouts: Norah Lange's Cuadernos de Infancia». At Face Value. Autobiographical Writing in Spanish America (em inglês). Cambridge: Cambridge University Press. pp. 126-135
- Sylvia Molloy (2005). «Prólogo. Una tal Norah Lange». Norah Lange. Obras completas. Tomo 1 (em espanhol). Rosario: Beatriz Viterbo Editora. pp. 9–28
- Javiee Navascués-Martín (1997). «Las miedosas memorias de Norah Lange». Anales de literatura hispanoamericana (em espanhol). 26 (2): 419-429. Consultado em 3 de setembro de 2021
- Beatriz de Nobile (1968). Palabras con Norah Lange (em espanhol). Buenos Aires: Carlos Pérez Editor
- Luigi Patruno (2015). «Lo scarto autobiografico. Norah Lange e l'avanguardia argentina». In:  Norah Lange. Infanzia. Lecce: Pensa Publimedia. pp. 5–16
- Marta Sierra (2015). «Norah Lange's Unhomely Homes» (PDF). Cuaderno Internacional de Estudio Humanisticos (em inglês) (22): 32-41. Consultado em 11 de setembro de 2021
- Vicky Unruh (2006). Performing Women and Modern Literary Culture in Latin America: intervening acts (em inglês). Austin: University of Texas Press

### Enciclopédias
- Adriana Amante (2004). «Lange, Norah Berta». In:  Daniel Balderston, Mike Gonzalez. Encyclopedia of twentieth-century Latin American and Caribbean literature, 1900-2003 (em inglês). London: Routledge. p. 298
- Alice Edwards (2008). «Lange, Norah». In:  André, María Claudia e Eva Paulino Bueno. Latin American Women Writers: an Encyclopedia (em inglês). London: Routledge. pp. 267-268
- K.M. Sibbald (1997). «Lange, Norah». In:  Verity Smith. Encyclopedia of Latin American Literature (em inglês). Oxford: Fitzroy Dearborn Publishers. pp. 863–867

### Leitura recomendada
- María Luisa Gil Iriarte (1999). «La escritura de Norah Lange, un ejercicio de libertad». In:  Trinidad Barrera. Revisión de las vanguardias: actas del seminario, 29 al 31 de octubre de 1997 (em espanhol). Roma: Bulzoni. pp. 121–134
- Nisbet Lindstrom (2004). «Norah Lange: Presencia desmonumentalizadora y femenina en la vanguardia argentina». Las vanguardias literarias en Argentina, Uruguay y Paraguay (em espanhol). Madrid: Iberoamericana. pp. 279–294
- Liliana María Naveira (2004). Jean Rhys y Norah Lange: la escritura del exilio como fantasma del desarraigo (em espanhol). [S.l.]: Martín
- Camilla Sutherland (2018). «"El sitio más cómodo y propicio para vigilar la otra": spaces of childhood in the work of Norah Lange». In:  Philippa J Page; Inela Selimović; Camilla Sutherland. The Feeling Child: Affect and Politics in Latin American Literature and Film (em inglês). Lanham: Lexington Books